# 極楽寺 (佐賀市)
延命山 極楽寺（えんめいざん  ごくらくじ）は、佐賀県佐賀市にある浄土真宗本願寺派の寺院。

## 歴史
当寺の創建に関する詳細は不明であるが、肥前守護代千葉家、佐賀藩主鍋島家の一族でもある肥前石井氏の石井家久（石井弥次郎または弥三郎）が開基したと伝わる。
当初、日蓮宗の寺院であった。関ヶ原の戦いで西軍に与した鍋島勝茂・龍造寺高房が、西軍敗北後、本願寺の取り成しもあって徳川家康から罪を赦されたことから、鍋島直茂・勝茂父子は、領内で浄土真宗を特に遇した。おそらくは、その影響で当寺も日蓮宗から浄土真宗に改宗したものと推量される。
境内は300坪と広大な敷地を有している。

## 交通
- JR長崎本線佐賀駅よりバスで15分